# Chiaroscuro (álbum)
Chiaroscuro é o terceiro álbum de estúdio da cantora de rock brasileira Pitty, lançado em 11 de agosto de 2009. O disco traz os singles "Me Adora", "Fracasso" e "Só Agora", sendo o primeiro deles, o maior sucesso de sua carreira. Foi o último álbum de estúdio com o baixista Joe Gomes, após ter processado a cantora em 2012.
Uma versão em DVD do álbum, intitulada Chiaroscope, foi lançada em outubro de 2009. O DVD reúne três canções inéditas: "Pra Onde Ir", "Sob o Sol" e "Just Now" (versão em inglês de "Só Agora") e as demais músicas do álbum. O DVD mostra vídeos realizados durante as sessões de gravação no estúdio Madeira, local de ensaio da banda, e contou com a direção e roteiro de Ricardo Spencer. O DVD foi inspirado, segundo a cantora, em vídeos experimentais típicos dos anos 60.

## Lançamento e promoção

### Singles
O primeiro single escolhido foi "Me Adora" lançado em 14 de julho, acompanhado do videoclipe, lançado em 20 de julho, junto com o compacto/single traz a divulgação de outra música que seria o Lado B, "Sob o Sol".
Após "Me Adora", Pitty divulgou em seu Twitter, seu segundo single: "Fracasso" em 8 de fevereiro de 2010, também acompanhado do videoclipe.
Em 19 de outubro de 2009, foi lançado um single promocional do álbum, intitulado "Trapézio", que também ganhou um videoclipe, para a divulgação do DVD Chiaroscope, que seria o Lado B de "Me Adora". O álbum chegou na 4º colocação no Top 20 ABPD e a 1ª posição da Brasil Hot 100 Airplay.
E, por fim, o single "Só Agora", lançado em 3 de novembro de 2010, e com a versão em inglês, "Just Now", tirado do DVD Chiaroscope.

### Chiaroscuro: O Jogo
Chiaroscuro foi inspiração para um jogo de celular baseado em suas músicas. Pitty foi a primeira artista brasileira a ter um game baseado em um álbum. O jogo contém três minigames, e Pitty é a personagem principal. Na Pele de "Mulher", mostra a vida de uma mulher que tem que dividir-se entre o trabalho e a profissão, baseado na música "Desconstruindo Amélia". Enfrentando o medo (baseado na música "Medo") é um jogo de tabuleiro e "Rato na Roda", baseado na música do mesmo nome, mostra um fã tentando passar pelos seguranças para dar um MOSH.

### Lançamento em vinil
No dia 5 de março de 2010, a partir das 20h, no Circo Voador, Rio de Janeiro, Pitty lança o álbum no formato LP, aproveitando-se da reabertura da única fábrica de vinis da América Latina, a Polysom.

## Lista de faixas
| CD             |                         |                          |         |  |
| N.º            | Título                  | Compositor(es)           | Duração |  |
| 1.             | "8 ou 80"               | Pitty, Martin, Joe, Duda | 5:36    |  |
| 2.             | "Me Adora"              | Pitty                    | 4:31    |  |
| 3.             | "Medo"                  | Pitty, Martin            | 3:29    |  |
| 4.             | "Água Contida"          | Pitty                    | 4:25    |  |
| 5.             | "Só Agora"              | Pitty                    | 3:17    |  |
| 6.             | "Fracasso"              | Pitty                    | 3:33    |  |
| 7.             | "Desconstruindo Amélia" | Pitty, Martin            | 3:56    |  |
| 8.             | "Rato na Roda"          | Pitty, Martin, Joe, Duda | 4:49    |  |
| 9.             | "Trapézio"              | Pitty                    | 2:41    |  |
| 10.            | "A Sombra"              | Pitty, Martin            | 4:16    |  |
| 11.            | "Todos Estão Mudos"     | Pitty                    | 3:37    |  |
| Duração total: | Duração total:          | Duração total:           | 45:11   |  |

| Faixas bônus do DVD Chiaroscope |                                                  |         |  |
| N.º                             | Título                                           | Duração |  |
| 12.                             | "Me Adora" (clipe)                               | 4:34    |  |
| 13.                             | "Sob o Sol"                                      | 6:27    |  |
| 14.                             | "Pra Onde Ir"                                    | 4:49    |  |
| 15.                             | "Just Now" (versão em inglês de "Só Agora")      | 3:24    |  |
| 16.                             | "Spot TV" (comercial de TV do álbum Chiaroscuro) | 0:36    |  |

| LP - Lado A |                |         |  |
| N.º         | Título         | Duração |  |
| 1.          | "8 ou 80"      | 5:36    |  |
| 2.          | "Me Adora"     | 4:31    |  |
| 3.          | "Medo"         | 3:29    |  |
| 4.          | "Água Contida" | 4:25    |  |
| 5.          | "Só Agora"     | 3:17    |  |

| LP - Lado B |                         |         |  |
| N.º         | Título                  | Duração |  |
| 1.          | "Fracasso"              | 3:33    |  |
| 2.          | "Desconstruindo Amélia" | 3:56    |  |
| 3.          | "Rato na Roda"          | 4:49    |  |
| 4.          | "Trapézio"              | 2:41    |  |
| 5.          | "A Sombra"              | 4:05    |  |
| 6.          | "Todos Estão Mudos"     | 3:37    |  |

- "Sob o Sol" faz parte do Lado B, do single "Me Adora".

## Formação
- Pitty - vocais
- Martin Mendonça - guitarra
- Joe Gomes - baixo
- Duda Machado - bateria

#### Músicos convidados
- Hique Gomez - violino em "Água Contida"
- André T - órgão Hammond e samplers

## Desempenho comercial

### Singles
| Ano  | Single     | Melhor posição | Melhor posição | Melhor posição | Melhor posição | Melhor posição |
| Ano  | Single     | BRA Hot 100    | BRA Hit Parade | BRA Bill.      | BRA Bill. Pop  | HISP           |
| ---- | ---------- | -------------- | -------------- | -------------- | -------------- | -------------- |
| 2009 | "Me Adora" | 3              | 1              | 1              | 9              | 1              |
| 2010 | "Fracasso" | 7              | 8              |                | 40             |                |
| 2010 | "Só Agora" | 12             | 4              |                |                |                |

### Posições
| Tabela musical (2005–2006) | Melhor posição |
| -------------------------- | -------------- |
| Brazilian Albums Chart     | 1              |
| Brasil Top 40              | 1              |

## Certificações
| Região                                                        | Certificação | Vendas  |
| ------------------------------------------------------------- | ------------ | ------- |
| Brasil (Pro-Música Brasil)                                    | Platina      | 200.000 |
| ‡vendas+valores de streaming baseados somente na certificação |              |         |